# 完結出生児数
完結出生児数（かんけつしゅっしょうじすう、完結出生子ども数）とは、既婚女性の出生力の指標のこと。結婚持続期間15年から19年の夫婦の平均出生児数を最終的な出生児数と定義し、1940年（昭和15年）から通常5年ごとに国立社会保障・人口問題研究所により調査されてきた。

## 統計
完結出生児数は、戦後急減し第6回調査（1972年）で 2.20人となった後は、第12回調査（2002年）の2.23人まで30年間にわたって安定的に推移していた。
第13回調査（2005年）で2.09人に低下し、さらに第14回調査（2010年）では1.96人と、はじめて2人を下回り第16回調査（2021年）では1.90人と過去最低を更新した。
| 年次                 | 完結出生児数 （人） |
| -------------------- | ------------------- |
| 第1回調査（1940年）  | 4.27                |
| 第2回調査（1952年）  | 3.50                |
| 第3回調査（1957年）  | 3.60                |
| 第4回調査（1962年）  | 2.83                |
| 第5回調査（1967年）  | 2.65                |
| 第6回調査（1972年）  | 2.20                |
| 第7回調査（1977年）  | 2.19                |
| 第8回調査（1982年）  | 2.23                |
| 第9回調査（1987年）  | 2.19                |
| 第10回調査（1992年） | 2.21                |
| 第11回調査（1997年） | 2.21                |
| 第12回調査（2002年） | 2.23                |
| 第13回調査（2005年） | 2.09                |
| 第14回調査（2010年） | 1.96                |
| 第15回調査（2015年） | 1.94                |
| 第16回調査（2021年） | 1.90                |